# Françoise Meunier

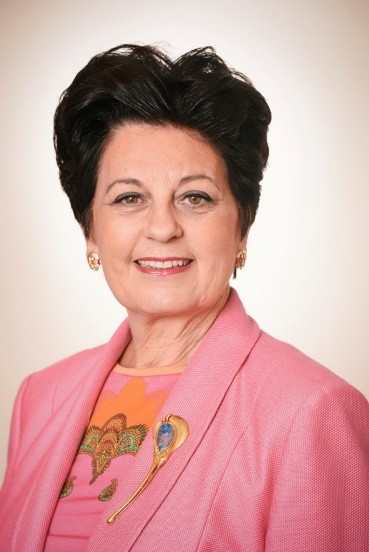
Ancienne Directrice Générale de l’EORTC et Fondatrice de l’Initiative Européenne, Ending Discrimination Against Cancer Survivors, Françoise Meunier

Françoise Meunier (MD, PhD, FRCP, UK) est une médecin belge spécialisée en oncologie, ancienne Directrice Générale du European Organisation for Research and Treatment of Cancer (EORTC) et Fondatrice de l’Initiative Européenne Ending Discrimination Against Cancer Survivors. Elle a été élevée au rang de Baronne en 2007 par le Roi Albert II de Belgique.
Elle est également Vice-Présidente de l’Académie Royale de Médecine de Belgique (ARMB), membre du Comité de Politique Scientifique du European Academy of Cancer Survivors (EACS) et membre du comité de pilotage du Survivorship and Quality of Life Network au European Cancer Organisation (ECO). Elle siège aussi au Comité Scientifique de Cancer Patients Europe (CPE) et est membre du conseil d’administration du Centre Scientifique de Monaco.

## Biographie
Françoise Meunier (née le 30 octobre 1949 à Ath, Belgique) est une médecin, chercheuse et militante dans le domaine de l’oncologie. Elle a obtenu son diplôme de médecine à l’Université Libre de Bruxelles (ULB) en 1974 et un Master en Oncologie Médicale de la même université en 1976. Certifiée par l’Educational Commission for Foreign Medical Graduates (ECFMG) en 1977, elle a reçu la même année un prix Fulbright et a travaillé comme chercheuse au Memorial Sloan-Kettering Cancer Center à New York (1977-1978). Dr Meunier a complété un Master en Médecine Interne à l’ULB en 1979 et a obtenu son doctorat (PhD) en 1985. Elle s’est ensuite spécialisée en hygiène hospitalière, obtenant un certificat de l’ULB en 1990.
En 1994, elle a été nommée membre du Royal College of Physicians (FRCP) au Royaume-Uni et, en 1995, membre distingué du Faculty of Pharmaceutical Medicine au Royaume-Uni. En tant que Directrice Générale de du EORTC de 1995 à 2015, elle a supervisé la coordination et l’administration de toutes les activités de du EORTC. Elle est devenue membre du Collège Belge de Médecine Pharmaceutique (BCPM) en 2001 et Spécialiste en Gestion des Bases de Données de Santé (Ministère Belge de la Santé) en 2003. En 2006, elle a été élue à l’Académie Royale de Médecine de Belgique (ARMB).

## Actions pour le Droit à l'Oubli et la Défense des Survivants du Cancer
Françoise Meunier est une militante pour l’amélioration de la qualité de vie des survivants du cancer, en particulier en ce qui concerne la discrimination financière dont ils sont victimes. Depuis 2014, Docteur Meunier lutte contre cette discrimination. En effet, elle a organisé trois Sommets EORTC sur la Cancer Survivorship (2014, 2016 et 2018) et a donné une conférence TEDxtalk à Monaco intitulée "Cancer Patients Should Not Pay Twice !" en 2016.
Par le biais de son leadership dans l’Initiative Européenne Ending Discrimination Against Cancer Survivors, elle a mené des actions de plaidoyer auprès du Parlement Européen et des parties prenantes clés afin d’établir un cadre législatif paneuropéen sur le Droit à l’Oubli. De 2020 à 2022, elle a dirigé un projet de recherche sur le droit à l’oubli avec la Coalition Européenne des Patients Atteints de Cancer (ECPC). En 2023, elle a lancé un site web dédié pour informer et sensibiliser sur les mesures existantes contre la discrimination financière des survivants du cancer. En 2024, sous les auspices de la Présidence Belge du Conseil de l’Union Européenne, elle a organisé une conférence de haut niveau rassemblant décideurs politiques, professionnels de santé et défenseurs des droits. Cet événement a appelé à l’adoption du "Droit à l'oubli" à l’échelle de l’UE pour mettre fin à la discrimination financière, renforçant ainsi un engagement collectif en faveur de leur protection et de la solidarité européenne. Les parties prenantes ont plaidé pour l’harmonisation des législations et la création d’un réseau de soutien afin d’assurer la mise en œuvre effective de ces mesures.

## Récompenses et distinctions
- 1977 - Prix Fulbright
- 1977, 1978 - Bourse de l’OTAN
- 1977 - Bourse de la Fondation Rose et Jean Hoguet (pour la recherche contre le cancer)
- 1977-1978 - Chercheuse au Memorial Sloan-Kettering Cancer Center, New York
- 1978-1979 - Bourse "Special Projects Section" du Memorial Sloan-Kettering Cancer Center, New York
- 1987-1988 - Prix Pfizer
- 1990 - Prix Fernand Hirsch (AMUB)
- 1992 - Invitée en tant qu’oratrice à l’Académie Royale de Médecine de Belgique
- 1994 - Membre honoraire de l’ESTRO
- 1994 - Fellow du Royal College of Physicians, Grande-Bretagne
- 1994-1996 - Membre du Conseil Scientifique de l’ESO Belgique
- 1994 - FRCP (Fellow du Royal College of Physicians), Royaume-Uni
- 1994 - Membre associé d’ESMO
- 1995 - Membre du Faculty of Pharmaceutical Medicine du Royal Colleges of Physicians du Royaume-Uni
- 1996 - Membre honoraire de la Société Slovaque de Chimiothérapie
- 1996 - Membre par distinction du Faculty of Pharmaceutical Medicine du Royal Colleges of Physicians du Royaume-Uni
- 1997 - Prix Pfizer Belgique pour la recherche clinique
- 2000 - Membre du Comité d’Éducation et de Formation de la FECS (Fédération des Sociétés Européennes du Cancer)
- 2001 - Membre du Collège Belge de Médecine Pharmaceutique (BCPM)
- 2002 - Membre du Comité Scientifique Europa Donna Belgique
- 2004 - Oratrice invitée à la Fédération des Académies de Belgique (FEAM)
- 2004 - Oratrice invitée à l’Académie Royale de Médecine de Belgique
- 2004 - Lauréate belge du Prix Femmes d’Europe 2004-2005
- 2006 - Prix "Femme Leaders" - Association Belge des Femmes Chefs d’Entreprise
- 2006 - Membre de l’Académie Royale de Médecine de Belgique
- 2007 - Élevée au rang de Baronne par le Roi Albert II de Belgique
- 2007-2009 - Membre du Bureau de l’Académie Royale de Médecine de Belgique
- 2009 - Prix de la Fondation Pezcoller pour sa contribution à l’oncologie en tant que leader scientifique et mentor
- 2009-2014 - Membre du Conseil d’Accréditation en Oncologie en Europe (ACOE)
- 2024 - Lauréate du prix de Contribution à Vie en Oncologie, remis par Csaba Degi lors de l’événement conjoint ECO-Euro à Dublin
- 2024 - Lauréate du prix OncoDaily Influential Woman in Oncology, récompensant 100 femmes à travers le monde pour leur leadership, leur innovation et leur engagement envers l’oncologie

## Affiliations professionnelles
- Fondatrice de l’Initiative Européenne pour Ending Discrimination Against Cancer Survivors

- Vice-Présidente de l’Académie Royale de Médecine de Belgique (ARMB)

- Membre du Comité de Politique Scientifique, Académie Européenne des Sciences du Cancer (EACS)

- Membre du Comité de pilotage du Survivorship and Quality of Life, European Cancer Organisation (ECO)

- Membre du Comité Scientifique, Cancer Patient Europe (CPE)

- Fellow du Royal College of Physicians, Royaume-Uni

- Fellow du Royal College of Pharmaceutical Medicine, Royaume-Uni

- Membre du Collège Belge de Médecine Pharmaceutique, Belgique